# Kim Nilsson (speedwayförare)
Kim Nilsson, född 4 februari 1990, är en svensk speedwayförare som började sin karriär i Hammarby 2008 och har därefter i Sverige kört för Griparna (2009, 2015, 2022), Vargarna (2010–2013), Rospiggarna (2014–2015, 2022–2023) och Masarna (2016–2021).
2023 kör han för Rospiggarna i svenska Bauhaus-ligan och för Griparna i Allsvenskan samt för Landshut Devils i den polska andraligan 1. Liga.
Han kör som nummer 233 i Speedway Grand Prix. Han kom på tredje plats i junior-SM 2011 i Målilla.